# Suban Punnon
Suban Punnon (ur. 10 maja 1978 w Khon Kaen) – tajski bokser, brązowy medalista mistrzostw świata w Houston.

## Kariera amatorska
W 1999 roku zdobył brązowy medal na mistrzostwach świata w Houston. W półfinale pokonał go złoty medalista tych zawodów, Brian Viloria.
W 2000 startował na igrzyskach olimpijskich w Sydney. W 1/8 finału pokonał go Ukrainiec Waleri Sidorenko.
W 2003 startował na Mistrzostwach świata w Bangkoku. Odpadł w ćwierćfinale, przegrywając ze złotym medalistą, Siergiejem Kazakowem.
W 2004 startował na igrzyskach olimpijskich w Atenach, jednak odpadł już w 2 rundzie, przegrywając ze złotym medalistą tych igrzysk Yanem Barthelemím.